# Pizzo Fiorera
Il Pizzo Fiorèra (2.921 m s.l.m. - detto anche Bedriolhorn) è una montagna delle Alpi Ticinesi e del Verbano nelle Alpi Lepontine.

## Descrizione
Si trova lungo la linea di confine tra l'Italia (Piemonte) e la Svizzera (Canton Ticino). La montagna è collocata nella Catena Basodino-Cristallina-Biela e si trova tra l'italiana Val Formazza e la svizzera Val Bavona. A nord del Pizzo Fiorera si trova il Basòdino ed a sud il Pizzo Biela.